# Umar Beg Baha ad-Din Ghazi
Umar Beg Baha ad-Din Ghazi (turc modern: Aydınoğlu Umur Bey), conegut com a Umur Paixà (1309-1348) fou el segon emir dels Aydin-oghlu i corsari turc.
El fundador dels Audin-oghlu, Mehmed Beg Mubariz ad-Din Ghazi (1308-1334) va morir el 1334 i el va succeir el seu fill Umar Beg, que tenia 25 anys. Dominava Izmir (Esmirna), Tira, Sultan Hisari i Bodemya. Va fer construir una flota i va començar a participar en la corsa que feien els beilicats de la costa contra els romans d'Orient i altres cristians especialment venecians i genovesos. Aquestes activitats van portar a la creació a instàncies del Papa de l'anomenada Lliga Sacra (Sacra Liga), formada per Venècia, Gènova, Xipre, els cavallers de Rodes, i el duc de Naxos, i una flota dels cristians es va reunir a la mar Egea; els cristians van aconseguir algunes victòries parcials i finalment la important victòria d'Adramítium.
Després d'un temps això no obstant, Umar va reprendre l'activitat corsària i el 1340 ja dominava les illes del litoral que li pagaven tribut. Joan Cantacuzè, del que s'havia fet amic, va demanar el seu ajut per assolir el tron que havia passat a Joan V Paleòleg. Martí Zacaries, nomenat per Felip I de Tàrent príncep d'Acaia (i nominal emperador llatí) com a «Rei i dèspota de l'Àsia Menor» (amb la possessió de Quios, Oinousses, Imbros, Ténedos, Lesbos, Samos, Icària, Cos i els castells de Damala i Kalanutza) el 1315, i que havia estat fet presoner pels romans d'Orient el 1329 fou alliberat el 1341 i el 1343 va rebre el comandament de reconstituïda croada (Sacra Liga) dirigida contra Umar Paixà i altres beilicats. El 1343 Umar Beg era a Rumèlia on va lluitar entre 1343 i 1345 ajudant al seu amic Joan Cantacuzè a dominar la Tràcia però mentre, el 1344, Martí i els croats van ocupar Esmirna l'octubre de 1344. Martí volia aprofitar per reconquerir Quios però va morir el 15 de gener de 1345 a Esmirna i el va succeir com a comandant Simone Vignoso.
Umar va tornar a l'emirat i va derrotar els caps de la croada en un combat, sense poder recuperar Esmirna que va defensar Vignoso. El 1346 Umar va rebutjar l'atac de la nova croada dirigida pel delfí Humbert II del Vienès, però no va poder impedir que amb l'ajut dels croats Vignoso es presentés a Quios, illa que va recuperar per a Gènova (1346). L'abril del 1348 Umar va morir mentre atacava Esmirna. El va succeir el seu germà Khidr que va haver de signar un tractat que donava grans avantatges als llatins (18 d'agost de 1348).